# Vaanes (filho de Varazes)
Vaanes (em latim: Vaanes; em grego: Βαάνης; romaniz.: Baánēs; em armênio: Վահան; romaniz.: Vahan) foi um nobre armênio do final do século VI e começo do VII. 

## Nome
Vaanes (Vaanēs; Βαάνης, Baánēs) é a forma latina do teofórico armênio Vaã (Վահան, Vahan), ligado a Vaagne (Վահագն, Vahagn), o deus armênio, cujo nome derivou do parta Varragne (*Warhragn) / Vartagne (*Warθagn), do persa antigo Vertragna (Vṛθragna) e do avéstico Veretragna (𐬬𐬆𐬭𐬆𐬚𐬭𐬀𐬖𐬥𐬀, vərəθraγna), o deus iraniano da vitória. Como teofórico, também foi citado em armênio como Verã (Վռամ Vṙām), em persa médio como Vararã (𐭥𐭫𐭧𐭫𐭠𐭭, Waraḥrān) e Varã (𐭥𐭠𐭧𐭫𐭠𐭬, Waḥrām), em grego como Boanes (Βοάνης, Boánēs), Baranes (Βαρανης, Baranēs), Baânio (Βαάνιος, Baánios), Uarrames / Varrames (Ουαρράμης, Ouarrámēs), Barã (Βάραμ, Báram), Baramo (Βάραμος, Báramos) e Baram(a)anes (Βαραμ(a)άνης, Baram(a)ánēs), em georgiano como Barã (ბარამ, Baram),  em latim como Veramo (Veramus) e Vararanes e em persa novo como Barã (بهرام, Bahrām).

## Vida

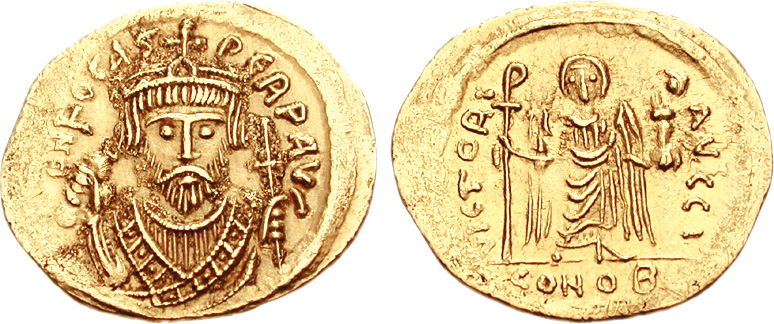
Soldo de Focas r.

Sua existência é atestada apenas na História de Taraunitis de João Mamicônio, obra considerada não fiável, e autores como Christian Settipani colocam dúvidas sobre sua existência. Na obra é descrito como filho do príncipe Varazes de Palúnia. Aparece no início do reinado do imperador Focas (r. 602–610), quando auxiliou Simbácio I e seu pai na luta contra as tropas persas de Surena. Num dos confrontos, quando Simbácio foi cercado pelo inimigo, Varazes, a quem havia sido dado o comando da ala esquerda, foi a seu socorro e entregou o comando da ala para Vaanes. Depois, quando os armênios lutaram contra o invasor Tigranes, Simbácio designou-o como seu guarda costas. A obra ainda diz que Vaanes fundou Vaanovite.